# Polpo Paul

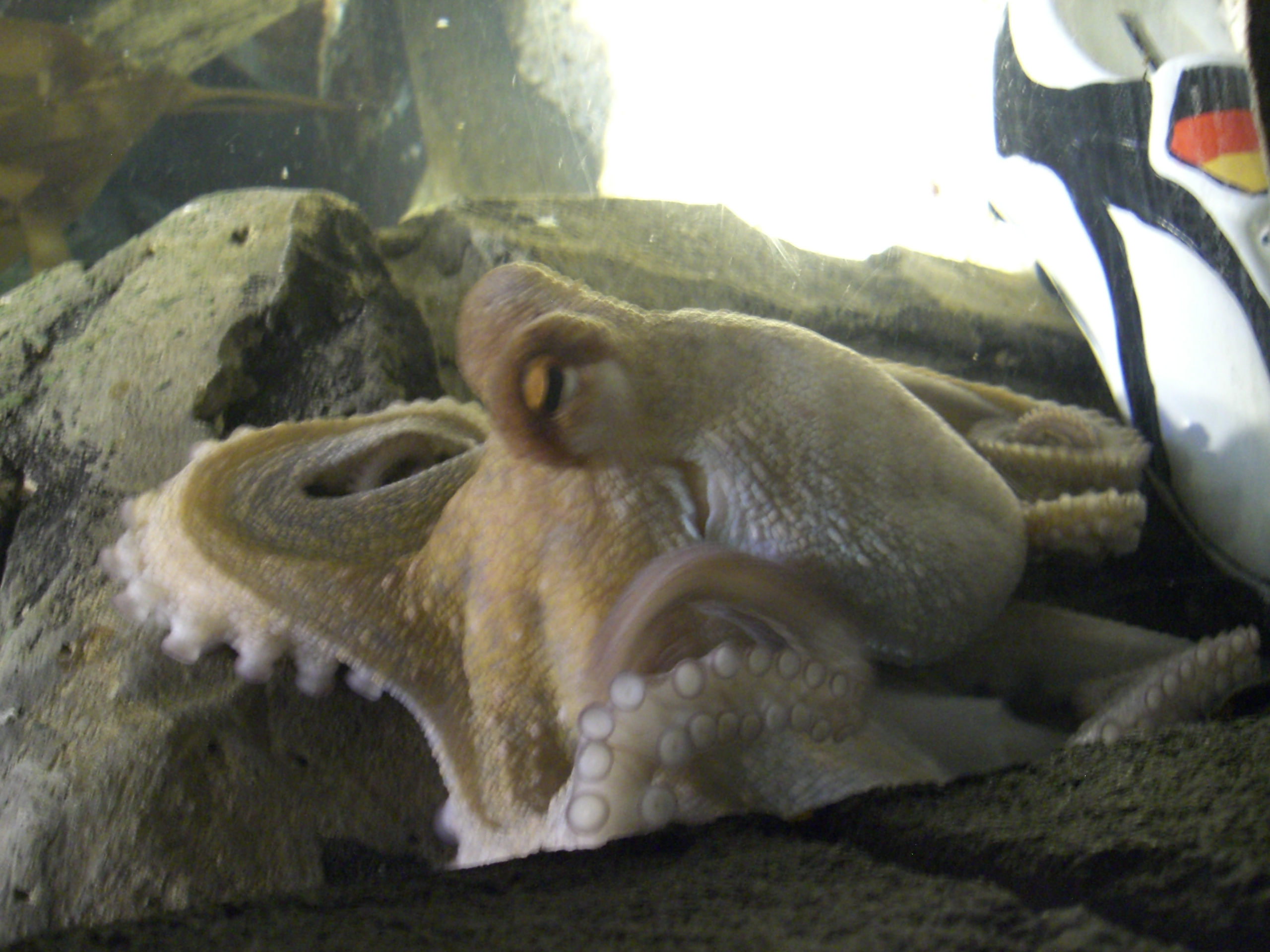
Il polpo Paul

Il polpo Paul (in tedesco Paul der Krake; Isola d'Elba o Weymouth, 26 gennaio 2008 – Oberhausen, 26 ottobre 2010) è stato un esemplare maschio di polpo comune che viveva presso l'acquario pubblico del Sea Life Center di Oberhausen, in Germania, e che ha conosciuto una certa notorietà internazionale in occasione dei mondiali di calcio del 2010, quando fu utilizzato per "predire" i risultati delle partite di calcio in cui era coinvolta la nazionale tedesca e della finale del mondiale, non disputata dalla Germania; le "previsioni" nell'occasione si rivelarono tutte corrette. Paul è morto il 26 ottobre 2010 nello stesso Sea Life Center.

## Vita
Secondo la versione ufficiale, l'uovo da cui nacque Paul si schiuse presso il Sea Life Center di Weymouth, in Inghilterra, nel gennaio 2008, per poi essere trasferito in Germania presso l'attuale parco acquatico di Oberhausen. Secondo un articolo pubblicato dal Corriere della Sera che cita un'intervista di Verena Bartsch, istruttrice di Paul, al tedesco Bild am Sonntag, pubblicata l'11 luglio 2010, invece, il polpo sarebbe stato dato alla Bartsch dopo essere stato pescato da Yuri Tiberto nelle acque dell'Isola d'Elba, in Italia. Proprio per questo motivo il 21 settembre 2010, tramite la sua addestratrice, gli è stato conferito un autentico certificato di nascita a dimostrazione delle sue origini italiane e del fatto che la vera età al momento del conferimento del certificato era di sei mesi di vita.
Il suo nome deriva dal titolo di un racconto per bambini scritto dall'autore tedesco Boy Lornsen: Der Tintenfisch Paul Oktopus. La sua carriera di "oracolo" ha avuto inizio nel corso del campionato europeo di calcio del 2008, durante il quale ha pronosticato correttamente i risultati di sei delle otto partite giocate dalla nazionale tedesca.

### Notorietà
La fama mondiale dell'animale è giunta in occasione del Mondiale sudafricano del 2010, in cui ha indovinato l'esito di tutte le sette partite della nazionale tedesca, predicendone le vittorie contro Australia, Ghana, Inghilterra, Argentina e Uruguay e le sconfitte contro Serbia e Spagna. A Paul è stato richiesto un pronostico anche sull'esito di una partita che non riguardava la nazionale tedesca, ovvero la finale del mondiale tra Paesi Bassi e Spagna: Paul si è espresso per la Spagna e anche in quest'ultimo caso ha avuto ragione, indovinando otto risultati su otto. In precedenza, le previsioni esatte del polpo Paul in occasione dei campionati europei del 2008 erano state 4 su 6. L'animale è stato citato anche dal presidente iraniano Mahmud Ahmadinejad, come esempio delle superstizioni dell'Occidente.
A mondiale concluso, i suoi proprietari e la direzione dell'acquario hanno annunciato che non sarebbero più state formulate "previsioni" da parte dell'animale, sancendo di fatto il "pensionamento" di Paul. Il quotidiano tedesco Handelsblatt gli ha dedicato anche un editoriale dal titolo Trionfo per il polpo.

### La morte

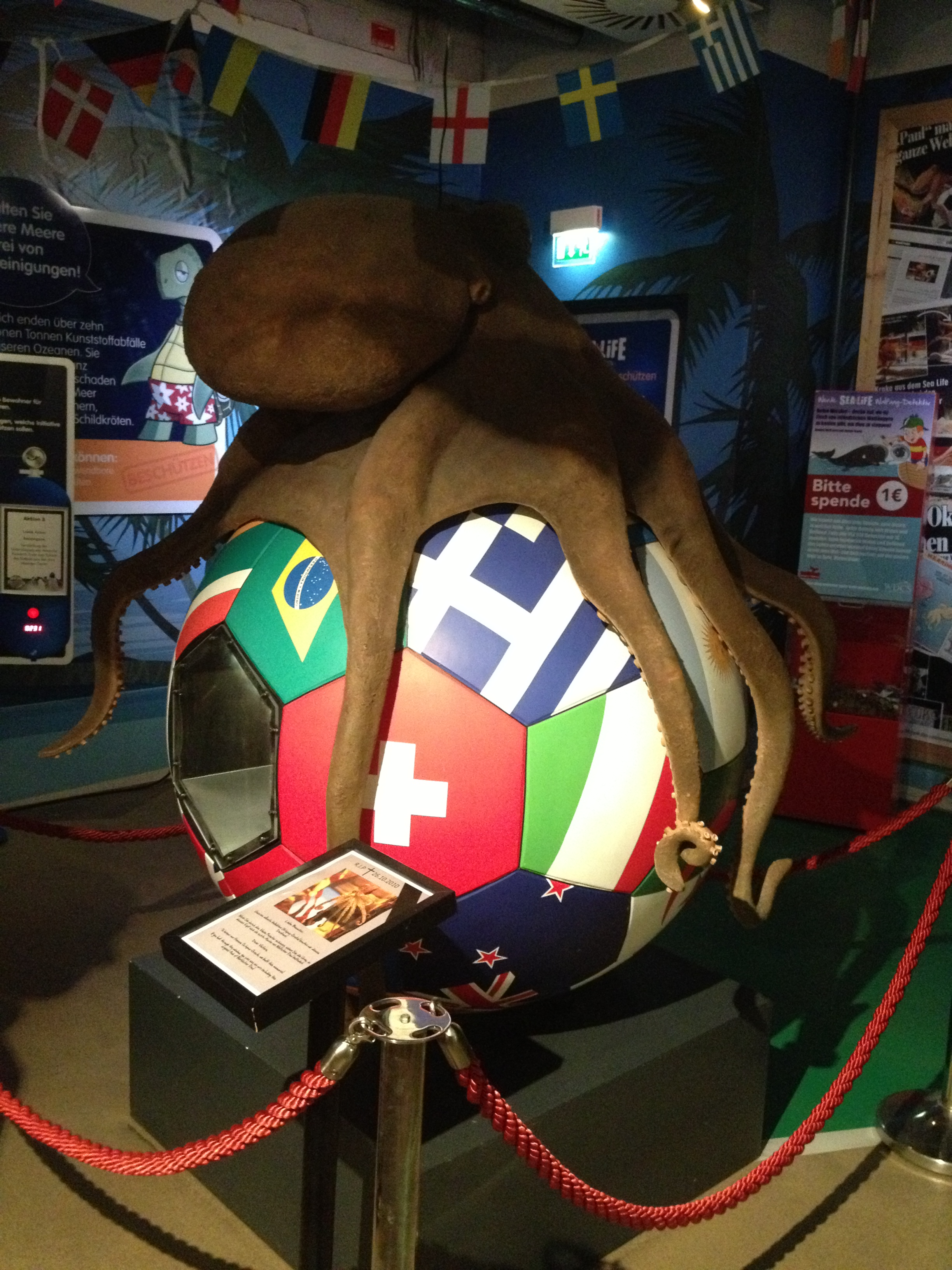
La statua dedicata al polpo Paul

È deceduto per cause naturali nella notte tra il 25 ed il 26 ottobre 2010, all'età di 2 anni e 9 mesi, all'acquario di Oberhausen dov'era custodito. Presso tale struttura è stato possibile lasciare un proprio messaggio di condoglianze e per celebrare l'animale sarà realizzato un DVD. Paul è stato cremato e l'urna con le ceneri è esposta al pubblico dell'acquario.
A nemmeno un giorno dalla sua morte, il Comune di Campo nell'Elba ha deciso di dedicargli il nome di una via.
La UEFA, l'organo amministrativo, organizzativo e di controllo del calcio europeo, lo ha ricordato sul proprio sito ufficiale dicendo che «si è ritagliato uno spazio nella storia del calcio».
In un articolo apparso sul The Guardian si ipotizzava, con una probabilità del 60-70%, che il polpo fosse morto il 9 luglio, poco prima del termine dei Mondiali.
Il polpo Paul, dopo la morte, è stato sostituito da un suo simile di nome Paul II, considerato dai proprietari dell'acquario di Oberhausen suo erede e destinato anch'esso a cimentarsi nei pronostici calcistici.
In Spagna, dopo la sua morte, è stato organizzato un vero funerale. Mesi dopo, nel gennaio 2011, l'acquario Sea Life di Oberhausen gli ha dedicato una statua. Ad un anno dalla morte, nell'autunno 2011, è stata annunciata l'uscita di un romanzo di genere fantastico ispirato al celebre polpo: Parola di Paul, ad opera del giornalista Luciano Minerva. Il libro è stato pubblicato nel 2013.

## Metodo di espressione del pronostico

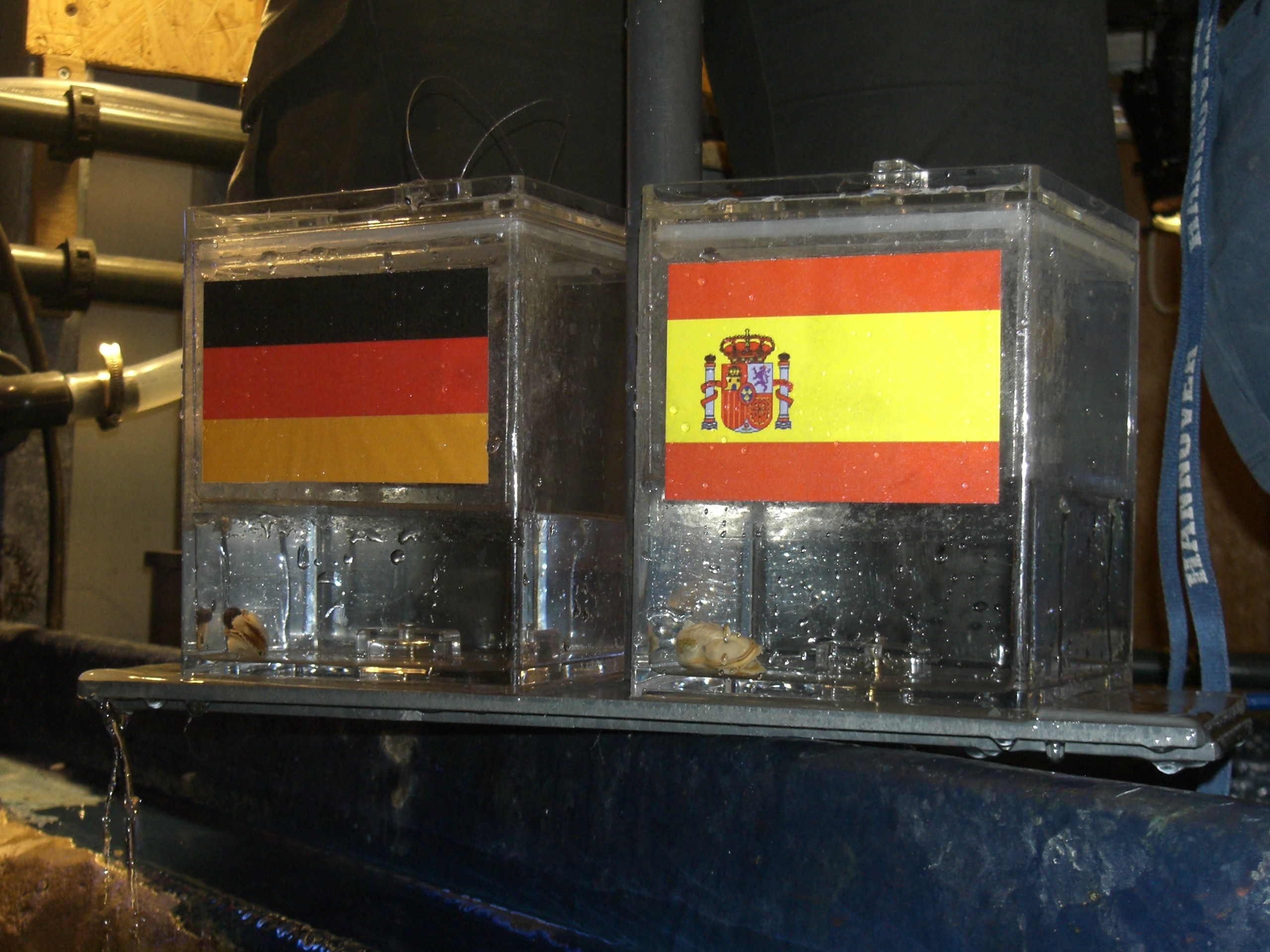
Le scatole con le bandiere della Germania e della Spagna

Il metodo con cui ad un dato comportamento del polpo si associava un pronostico sul risultato di una partita di calcio è stato inventato da Oliver Walenciak e dal suo staff. Tale metodo, che non ha alcun fondamento scientifico, è piuttosto semplice: il polpo viene privato del cibo per un periodo di tempo abbastanza lungo da affamarlo e successivamente vengono inserite, nell'acquario in cui vive, due scatole con sopra le bandiere delle due Nazionali coinvolte nella partita di cui si vuole prevedere l'esito, uguali in ogni altro particolare e contenenti due razioni identiche del suo abituale nutrimento, che generalmente consiste in ostriche o altri molluschi. La Nazionale la cui bandiera si trova sulla scatola che per prima il polpo apre per nutrirsi è ritenuta quella pronosticata come vincente.
I trattamenti a cui l'animale è sottoposto sono stati aspramente criticati dalla PETA, che ne ha chiesto l'immediata liberazione nel suo habitat naturale. L'acquario di Oberhausen ha tuttavia negato questa possibilità sostenendo che, essendo sempre vissuto in cattività, il polpo non sarebbe stato in grado di procurarsi autonomamente il cibo.
Diversi tifosi delle Nazionali alle quali Paul ha correttamente pronosticato delle sconfitte, in particolare argentini e tedeschi, hanno "minacciato" di cucinare il polpo, lanciando su Internet consigli per numerosi piatti e ricette. A seguito di ciò, secondo il Westfälische Rundschau, il primo ministro spagnolo José Luis Rodríguez Zapatero ha promesso di inviare una squadra di "guardie del corpo" per proteggere Paul, mentre il ministro spagnolo per l'ambiente Elena Espinosa ha detto di voler inserire la specie di Paul, l'Octopus vulgaris, tra le specie in pericolo di estinzione, in modo da impedire di mangiarlo.

## Ipotesi sulla motivazione delle scelte del polpo

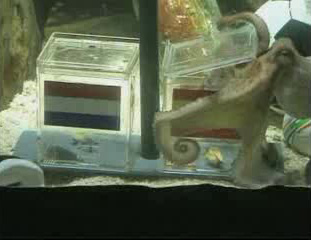
Paul "predice" la nazionale vincitrice della finale del mondiale 2010

Il caso ha suscitato l'interesse di diversi accademici di varie nazioni, che hanno espresso la loro opinione sui pronostici dell'animale. Shelagh Malham della Bangor University sostiene che, essendo i polpi sensisibili alla luminosità, la scelta potrebbe essere influenzata dai colori; tale tesi è invece stata criticata da Janet Voight del Field Museum of Natural History di Chicago, la quale ritiene che non ci sia alcuna certezza sul fatto che un animale come Paul possa distinguere i colori. Volker Miske della University of Greifswald ritiene che le decisioni del polpo possano essere determinate dalle piccole differenze chimiche esistenti tra le varie scatole. Stando a quanto dichiarato dai custodi di Paul, le scatole scelte erano state dotate di fessure per indirizzare la scelta dell'animale.
Altri sostengono che Paul potrebbe essere stato attratto dalle particolari forme geometriche delle bandiere delle Nazionali che gli venivano sottoposte. Secondo Shelagh Malham, dell'Università di Bangor, il polpo sarebbe stato attratto da forme disposte in orizzontale, e in effetti le bandiere delle squadre da lui scelte avevano righe orizzontali. La bandiera tedesca, composta da tre righe orizzontali di colore nero, rosso e giallo oro, sarebbe la sua scelta abituale; la bandiera della Spagna, con le righe rosse e gialle, e la bandiera della Serbia, con il contrasto tra blu e bianco, sarebbero apparse più "vivide" alla sua vista, determinando la scelta in loro favore anziché a favore della Germania.
Nonostante queste ipotesi, secondo la maggior parte degli esperti le scelte sono totalmente dovute al caso. L'editorialista del New York Times Roger Cohen lo considera un caso esemplare di sincronicità junghiana.

## Reazioni a mondiale terminato
- Diffusasi la notizia della previsione azzeccata contro l'Argentina e contro – successivamente – la Germania, alcuni tifosi delle due nazionali eliminate, come già accennato, hanno ironicamente proposto di cucinare il polpo.[39] A questo punto, sono insorti i tifosi spagnoli che hanno chiesto ufficialmente di adottare Paul in qualità di loro "mascotte", visto che in Spagna il mollusco è visto come una sorta di "eroe nazionale",[40] come recita un articolo pubblicato sul quotidiano della Santa Sede, L'Osservatore Romano.[41]
- Secondo la Deutsche Presse-Agentur, un imprenditore di O Carballiño, una cittadina spagnola della Galizia, di dodicimila abitanti, avrebbe offerto € 30.000 per "acquistare" Paul e trasferirlo nella città come massima attrazione della Fiesta del Pulpo;[42] il Sea Life Center ha rifiutato l'offerta.[43] Il polpo è comunque divenuto cittadino onorario di O Carballiño.[21]
- Successivamente ai Mondiali, la Ligastavok.com, società russa di scommesse sportive via internet, ha offerto 100000 dollari per l'acquisto dell'animale; l'offerta fu presentata all'acquario dove viveva il polpo. Precedentemente, anche lo zoo di Madrid aveva presentato un'offerta molto importante per poter accogliere il cefalopode nella sua struttura.[44][45]
- Grazie soprattutto al polpo Paul, nell'estate del 2010 l'acquario in cui viveva divenne meta turistica, poiché inserito tra le proposte di viaggio di siti specializzati e agenzie;[46] inoltre, il 20 agosto 2010 venne scelto come testimonial della candidatura dell'Inghilterra ai Mondiali del 2018, per volontà del comitato incaricato di promuovere la candidatura.[47][48] Il suo nome è accompagnato da quello di altre celebrità, come i calciatori John Charles Barnes (che lo ha definito «uno dei più grandi nomi del calcio»), David Beckham e Rio Ferdinand, il pilota di Formula 1 Lewis Hamilton ed i musicisti Noel Gallagher e Sting.[49]
- Nel mese di settembre 2010 è stato creato da Alessio Consorte un marchio ispirato al polpo Paul per una linea di abbigliamento casual.[50][51]
- A settembre del 2010 inizia a circolare la notizia di un film di genere thriller diretto da Xiao Jiang in uscita il mese successivo in Asia. Il titolo del lungometraggio è Kill Paul octopus (in italiano Uccidi il polpo Paul) e nella locandina si vede il cefalopode insanguinato. La storia non è comunque incentrata su di lui poiché il Mondiale sudafricano è solo un pretesto di contorno ai vari crimini che verranno commessi.[52]
- A meno di 24 ore dalla sua morte, il 27 ottobre 2010, il Comune di Campo nell'Elba, località in cui il polpo Paul è stato pescato, ha deciso di intitolargli un sentiero panoramico[53] operativo a partire dal mese di giugno 2011,[54] quando fu inaugurato. È presente della segnaletica con cartelloni bilingui, italiani e tedeschi.

## Influenza nella cultura di massa
Nel 2012, intorno al periodo in cui cominciavano gli Europei, sul polpo Paul sono usciti un libro in e-book dal titolo La vera storia di Paul il polpo e un docufilm intitolato The Life and Times of Paul the Psychic Octopus.
In una puntata di Futurama viene citato da Mordicchio e il capo dei gatti che hanno invaso il pianeta Terra.
Nel 2012 il neo-giocatore della Juventus Paul Pogba è stato soprannominato dal tifo e dalla stampa di settore italiana Polpo Paul per via delle sue gambe molto lunghe, che gli permettevano buone prestazioni durante le partite.

## Lista delle predizioni

### Risultati che hanno interessato la Germania
| Avversario  | Competizione                       | Fase               | Data           | Predizione di Paul | Risultato | Esito    |
| ----------- | ---------------------------------- | ------------------ | -------------- | ------------------ | --------- | -------- |
| Polonia     | Campionato europeo di calcio 2008  | a gironi           | 8 giugno 2008  | Germania           | 2-0       | corretto |
| Croazia     | Campionato europeo di calcio 2008  | a gironi           | 12 giugno 2008 | Germania           | 1-2       | errato   |
| Austria     | Campionato europeo di calcio 2008  | a gironi           | 16 giugno 2008 | Germania           | 1-0       | corretto |
| Portogallo  | Campionato europeo di calcio 2008  | quarti di finale   | 19 giugno 2008 | Germania           | 3-2       | corretto |
| Turchia     | Campionato europeo di calcio 2008  | semifinale         | 25 giugno 2008 | Germania           | 3-2       | corretto |
| Spagna      | Campionato europeo di calcio 2008  | finale             | 29 giugno 2008 | Germania           | 0-1       | errato   |
| Australia   | Campionato mondiale di calcio 2010 | a gironi           | 13 giugno 2010 | Germania           | 4-0       | corretto |
| Serbia      | Campionato mondiale di calcio 2010 | a gironi           | 18 giugno 2010 | Serbia             | 0-1       | corretto |
| Ghana       | Campionato mondiale di calcio 2010 | a gironi           | 23 giugno 2010 | Germania           | 1-0       | corretto |
| Inghilterra | Campionato mondiale di calcio 2010 | ottavi di finale   | 27 giugno 2010 | Germania           | 4-1       | corretto |
| Argentina   | Campionato mondiale di calcio 2010 | quarti di finale   | 3 luglio 2010  | Germania           | 4-0       | corretto |
| Spagna      | Campionato mondiale di calcio 2010 | semifinale         | 7 luglio 2010  | Spagna             | 0-1       | corretto |
| Uruguay     | Campionato mondiale di calcio 2010 | finale terzo posto | 10 luglio 2010 | Germania           | 3-2       | corretto |

### Risultati che non hanno interessato la Germania
| Incontro             | Competizione                       | Fase   | Data           | Predizione di Paul | Risultato | Esito    |
| -------------------- | ---------------------------------- | ------ | -------------- | ------------------ | --------- | -------- |
| Paesi Bassi - Spagna | Campionato mondiale di calcio 2010 | finale | 11 luglio 2010 | Spagna             | 0-1       | corretto |